# Ōno (Gifu)
Ōno (大野町?) è una cittadina giapponese della prefettura di Gifu.